# Zhou Qian
Zhou Qian (en chino: 周倩; Yueyang, 11 de marzo de 1989) es una deportista china que compite en lucha libre.
Participó en los Juegos Olímpicos de Tokio 2020, obteniendo una medalla de bronce en la categoría de 76 kg. Ganó dos medallas en el Campeonato Mundial de Lucha, plata en 2015 y bronce en 2014.

## Palmarés internacional
| Juegos Olímpicos   | Juegos Olímpicos           | Juegos Olímpicos  | Juegos Olímpicos |
| Año                | Lugar                      | Medalla           | Categoría        |
| ------------------ | -------------------------- | ----------------- | ---------------- |
| 2020               | Tokio (Japón)              | Medalla de bronce | 76 kg            |
| Campeonato Mundial |                            |                   |                  |
| Año                | Lugar                      | Medalla           | Categoría        |
| 2014               | Taskent (Uzbekistán)       | Medalla de bronce | 75 kg            |
| 2015               | Las Vegas (Estados Unidos) | Medalla de plata  | 75 kg            |